# Soncourt-sur-Marne
Soncourt-sur-Marne is een gemeente in het Franse departement Haute-Marne (regio Grand Est) en telt 339 inwoners (1999). De plaats maakt deel uit van het arrondissement Chaumont.

## Geografie
De oppervlakte van Soncourt-sur-Marne bedraagt 13,8 km², de bevolkingsdichtheid is 24,6 inwoners per km².
De onderstaande kaart toont de ligging van Soncourt-sur-Marne met de belangrijkste infrastructuur en aangrenzende gemeenten.

## Demografie
Onderstaande figuur toont het verloop van het inwonertal (bron: INSEE-tellingen).